# Ерейментауский район
Ереймента́уский райо́н (до 1997 — Ермента́уский; каз. Ерейментау ауданы) — административная единица в составе Акмолинской области Казахстана. 
Административный центр — город Ерейментау, расположен в 312 км к юго-востоку от Кокшетау.

## География
Район расположен на востоке Акмолинской области. Площадь территории — 17,5 тыс. км², что составляет 11,97 % от всей территории области (1-й район по размеру территории в области). 
Граничит:
- на севере с Уалихановским районом Северо-Казахстанской области;
- на северо-востоке с Актогайским районом Павлодарской области;
- на востоке с Экибастузской городской администрацией Павлодарской области;
- на юге с Осакаровским районом Карагандинской области;
- на юго-западе с Аршалынским районом Акмолинской области;
- на западе с Целиноградским, Шортандинским, Аккольским районами и Степногорской городской администрацией Акмолинской области;
- на северо-западе с районом Биржан сал.

Ерейментауский район расположен на севере Казахского мелкосопочника, большую часть территории занимает холмисто-бугристая равнина, на востоке — горы Ерейментау. В недрах запасы золота, сурьмы, каменного угля, бокситов, гранита, известняка и других. Климат континентальный. Средние температуры января от −16 до −18°С, июля 20—21°С. Годовое количество атмосферных осадков 300—350 мм. По территории района с юго-запада на северо-восток протекают главные притоки Силети: Ащылыайрык (слева), Акмырза, Кедей, Шили (справа) и река Оленты (Оленти). Много озёр, самые крупные: Тениз, Шолаксор, Жаксытуз, Тамсор, Карасор, Улькен и Киши Шарыкты, Коржынколь и другие. Большая часть территории Ерейментауского района расположена в зоне тёмно-каштановых почв со степной растительностью (ковыль, типчак и другие). Растут также ольха, берёза, осина. Обитают волк, лисица, косуля, заяц, сурок, архар (в Ерейментауском заказнике); в водоёмах водятся сазан, окунь, щука и другие.

## История

### Этимология
Историк Адрешев Манап Бектасович так описывает версию происхождения названия местности (района):

«Действительно, в казахском языке нет слова «ереймен». Из существующих легенд, объясняющих его происхождение, мне ближе связанная с именем Асана Қайғы (Горемычного). Народный певец XV века выразил восхищение извилистостью гор: «Қалай ерейген тау!». Тем самым дал первоначальное название местности. А чиновники в ходе переписи населения в документе допустили ошибку в слове».

### Дореволюционный период
Административно, большая часть территории нынешнего района подлежала к северной, наиболее благоприятной для хозяйственной деятельности части Акмолинского уезда Акмолинской области Российской империи. На землях Акмолинского уезда в основном располагались племена Среднего жуза казахов: род куандык из племени аргын с его отделениями: алтай, карпык, берш, темеш, агыс, калчакман; северо-восточную часть уезда (р. Сленты) занимали канжигали; на северо-западе — род караул племени аргын, а в северной части — род курсары племени керей.
В первой половине XIX века ещё наблюдается преобладание кочевого хозяйства над оседлым. Однако, естественный прирост населения и особенно процесс массовой колонизации, начавшийся со второй половины XIX в. — вызвал земельную стесненность в среде казахского скотоводческого населения. Ввиду этого, идёт бурный процесс землеустройства казахов: переход к полуоседлому, иногда к оседлому образу жизни; развиваются новые формы хозяйственной деятельности — сенокошение и земледелие. Так, к 1909 году число сеющих хозяйств по всему уезду составляло 77,50 % ― эта цифра говорит о том, что большая часть населения уезда в начале XX в. прочно перешла к полуоседлому образу жизни. Таким образом, на территории уезда в конце XIX — начале XX в. господствующим был скотоводческо-земледельческий тип хозяйства.  

### Советский период
Первоначально район был образован как — Эркеншили́кский в сентябре 1928 года в составе Акмолинского округа с административным центром в селе Тургай.
Во время коллективизации, за счет конфискованного имущества в районе было создано 17 колхозов.
После упразднения Акмолинского округа в 1930 году, в период между 1930—1932 годами — в республиканской подчинении.
С 1932 года — в составе Карагандинской области. С 1936 — Северо-Казахстанской; с 1939 — Акмолинской. 
С 1935 года административным центром района являлось село Благодатное (ныне — аул Олжабай батыра).
На начало 1940 года, в районе было всего — 15 сельских аульных советов и 86 населённых пунктов. Территория составляла — 25,5 тыс км², численность населения — 15 158 чел., основным занятием работоспособного населения было земледелие и животноводство.
В 1954 году статус административного центра района был передан новообразованному в 1948 году пгт Ерментау.
Во время освоения целины район непосредственно был включён в состав Целинного края, позже преобразован в сельский район «Эркеншилик». Были образованы 17 совхозов и 1 подхоз.
В 1964 году район был переименован в Ерментауский. С 1965 года — вновь в составе Акмолинской области.

### Независимый Казахстан
Указом Президента Республики Казахстан от 28 февраля 1997 года N 3370 «Об упразднении Селетинского района Акмолинской области»: Селетинский район Акмолинской области был упразднён, территория упразднённого района была включена в состав Ерментауского района.
Указом Президента Республики Казахстан от 14 ноября 1997 года N 3759 «О переименовании отдельных административно-территориальных единиц Акмолинской области и изменении их транскрипции»: транскрипция Ерментауского района была изменена в — Ерейментауский. 
Постановлением акимата Акмолинской области от 11 апреля 2013 года № А-3/149 и решением Акмолинского областного маслихата от 11 апреля 2013 года № 5С-12-3 «Об изменении административно-территориального устройства города Степногорск, Аккольского, Ерейментауского и Шортандинского районов Акмолинской области» (зарегистрированное Департаментом юстиции Акмолинской области 24 апреля 2013 года № 3708):
- административное-территориальное образование 3-го уровня (сельский акимат) «Село Изобильное» общей площадью в 12 005 гектаров, было передано в состав Степногорской городской администрации.

## Население
| Численность населения | Численность населения | Численность населения | Численность населения | Численность населения | Численность населения | Численность населения | Численность населения | Численность населения |
| 1939                  | 1959                  | 1970                  | 1979                  | 1989                  | 1999                  | 2004                  | 2005                  | 2006                  |
| --------------------- | --------------------- | --------------------- | --------------------- | --------------------- | --------------------- | --------------------- | --------------------- | --------------------- |
| 16 158                | ↗44 731               | ↗62 309               | ↗78 822               | ↗81 240               | ↘42 246               | ↘36 126               | ↘35 467               | ↘35 100               |
| 2007                  | 2008                  | 2009                  | 2010                  | 2011                  | 2012                  | 2013                  | 2014                  | 2015                  |
| ↘35 083               | ↘34 895               | ↘32 236               | ↘31 739               | ↘31 233               | ↘30 986               | ↘30 413               | ↘29 119               | ↘28 580               |
| 2016                  | 2017                  | 2018                  | 2019                  | 2020                  | 2021                  | 2022                  |                       |                       |
| ↘28 180               | ↘26 978               | ↘26 683               | ↘26 516               | ↘26 100               | ↘25 615               | ↘25 148               |                       |                       |

Урбанизация
Всего в районе лишь один населённый пункт имеет статус города — Ерейментау, где проживают 8 580 чел. или 34,12 % населения района (2022).

### Национальный состав
| №  | Национальность | 1939 год          | 2019 год          |
| -- | -------------- | ----------------- | ----------------- |
| 1  | Казахи         | 7 059 (43,69 %)   | 17 737 (66,89 %)  |
| 2  | Русские        | 3 656 (22,63 %)   | 5 992 (22,60 %)   |
| 3  | Украинцы       | 3 788 (23,44 %)   | 975 (3,68 %)      |
| 4  | Немцы          | 627 (3,88 %)      | 726 (2,74 %)      |
| 5  | Татары         | 120 (0,74 %)      | 440 (1,66 %)      |
| 6  | Белорусы       | 281 (1,74 %)      | 215 (0,81 %)      |
| 7  | Поляки         | 110 (0,68 %)      | 46 (0,17 %)       |
| 8  | Башкиры        | -                 | 36 (0,14 %)       |
| 9  | Молдаване      | -                 | 36 (0,14 %)       |
| 10 | Азербайджанцы  | -                 | 32 (0,12 %)       |
| 11 | Удмурты        | -                 | 31 (0,12 %)       |
| 12 | Мордва         | 13 (0,08 %)       | 17 (0,06 %)       |
| 13 | Корейцы        | 22 (0,14 %)       | 16 (0,06 %)       |
| 14 | Ингуши         | -                 | 8 (0,03 %)        |
| 15 | Чеченцы        | -                 | 6 (0,02 %)        |
| 16 | Марийцы        | -                 | 5 (0,02 %)        |
| 17 | Другие         | 482 (2,98 %)      | 198 (0,75 %)      |
| 18 | Всего          | 16 158 (100,00 %) | 26 156 (100,00 %) |

### Половозрастной состав
По данным Национальной переписи населения Республики Казахстан 2009 года:
| Возраст     | Мужчины, чел. | Женщины, чел. | Общая численность, чел. | Доля от всего населения, % |
| ----------- | ------------- | ------------- | ----------------------- | -------------------------- |
| 0 — 14 лет  | 4 130         | 3 822         | 7 952                   | 24,67 %                    |
| 15 — 64 лет | 11 054        | 10 746        | 21 800                  | 67,62 %                    |
| от 65 лет   | 949           | 1 535         | 2 484                   | 7,71 %                     |
| Всего       | 16 133        | 16 103        | 32 236                  | 100,00%                    |

## Административное деление
Ерейментауский район — как отдельная административная единица 2-го уровня Казахстана, включает в свой состав 14 административно-территориальных образований 3-го уровня, в том числе: 1 городская администрация, 9 сельских округов, 4 села.
| №        | Административная единица            | Административный центр | Количество населённых пунктов | Население (2009) | Доля от всего населения, % |
| -------- | ----------------------------------- | ---------------------- | ----------------------------- | ---------------- | -------------------------- |
| 1e-06    | Городские поселения:                |                        |                               |                  |                            |
| 1        | Город Ерейментау                    | город Ерейментау       | 1                             | 12 518           | 38,83                      |
| 1.000002 | Сельские поселения:                 |                        |                               |                  |                            |
| 2        | Акмырзинский сельский округ         | аул Акмырза            | 2                             | 813              | 2,52                       |
| 3        | Село Аксуат                         | аул Аксуат             | 1                             | 702              | 2,18                       |
| 4        | Бестогайский сельский округ         | село Бестогай          | 3                             | 911              | 2,83                       |
| 5        | Село Бозтал                         | село Бозтал            | 1                             | 810              | 2,51                       |
| 6        | Еркиншиликский сельский округ       | аул Еркиншилик         | 2                             | 4 060            | 12,59                      |
| 7        | Койтасский сельский округ           | село Койтас            | 2                             | 470              | 1,46                       |
| 8        | Куншалганский сельский округ        | село Куншалган         | 3                             | 1 150            | 3,57                       |
| 9        | Село Новомарковка                   | село Новомарковка      | 1                             | 1 826            | 5,66                       |
| 10       | Сельский округ имени Олжабай батыра | аул Олжабай батыра     | 3                             | 1 600            | 4,96                       |
| 11       | Село Селетинское                    | село Селетинское       | 1                             | 998              | 3,10                       |
| 12       | Тайбайский сельский округ           | аул Тайбай             | 4                             | 2 180            | 6,76                       |
| 13       | Тургайский сельский округ           | село Тургай            | 6                             | 1 944            | 6,03                       |
| 14       | Улентинский сельский округ          | село Уленты            | 3                             | 1 321            | 4,10                       |

### Населённые пункты
В Ерейментауском районе — 33 населённых пунктов.
| №  | Населённый пункт | Тип                           | Население, 1999 | Население, 2009 | Административная единица            |
| -- | ---------------- | ----------------------------- | --------------- | --------------- | ----------------------------------- |
| 1  | Ажы              | аул                           | 357             | ↘301            | Койтасский сельский округ           |
| 2  | Акмырза          | аул                           | 867             | ↘740            | Акмырзинский сельский округ         |
| 3  | Аксуат           | аул                           | 1 589           | ↘702            | Село Аксуат                         |
| 4  | Алгабас          | село                          | 241             | ↘98             | Сельский округ имени Олжабай батыра |
| 5  | Байсары          | село                          | 522             | ↘265            | Бестогайский сельский округ         |
| 6  | Балыкты          | село                          | 324             | ↘222            | Тургайский сельский округ           |
| 7  | Бестогай         | село                          | 851             | ↘548            | Бестогайский сельский округ         |
| 8  | Бозтал           | село                          | 1 131           | ↘810            | Село Бозтал                         |
| 9  | Ельтай           | село                          | 219             | ↘173            | Тайбайский сельский округ           |
| 10 | Енбек            | село                          | 251             | ↘250            | Еркиншиликский сельский округ       |
| 11 | Ерейментау       | город, административный центр | 15 087          | ↘12 518         | Город Ерейментау                    |
| 12 | Еркиншилик       | аул                           | 3 900           | ↘3 708          | Еркиншиликский сельский округ       |
| 13 | Жанажол          | село                          | 363             | ↘245            | Тургайский сельский округ           |
| 14 | Жарык            | село                          | 347             | ↘133            | Тайбайский сельский округ           |
| 15 | Жолбасшы         | село                          | 253             | ↘73             | Акмырзинский сельский округ         |
| 16 | Карагайлы        | село                          | 177             | ↘61             | Тургайский сельский округ           |
| 17 | Каратал          | село                          | 234             | ↘147            | Куншалганский сельский округ        |
| 18 | Койтас           | село                          | 424             | ↘169            | Койтасский сельский округ           |
| 19 | Коржинколь       | село                          | 230             | ↘130            | Улентинский сельский округ          |
| 20 | Куншалган        | село                          | 1 123           | ↘725            | Куншалганский сельский округ        |
| 21 | Кызылту          | село                          | 138             | ↘98             | Бестогайский сельский округ         |
| 22 | Малтабар         | село                          | 673             | ↘586            | Тайбайский сельский округ           |
| 23 | Нижний Торгай    | село                          | 176             | ↘112            | Тургайский сельский округ           |
| 24 | Новомарковка     | село                          | 2 166           | ↘1 826          | Село Новомарковка                   |
| 25 | Олжабай батыра   | аул                           | 1 642           | ↘1 322          | Сельский округ имени Олжабай батыра |
| 26 | Селетинское      | село                          | 2 081           | ↘998            | Село Селетинское                    |
| 27 | Тайбай           | аул                           | 1 401           | ↘1 288          | Тайбайский сельский округ           |
| 28 | Тургай           | село                          | 1 597           | ↘1 224          | Тургайский сельский округ           |
| 29 | Тургай           | станция                       | 91              | ↘80             | Тургайский сельский округ           |
| 30 | Уленты           | село                          | 1 122           | ↘946            | Улентинский сельский округ          |
| 31 | Уленты           | село                          | 336             | ↘245            | Улентинский сельский округ          |
| 32 | Шакей            | село                          | 381             | ↘278            | Куншалганский сельский округ        |
| 33 | Ынтымак          | село                          | 258             | ↘180            | Сельский округ имени Олжабай батыра |

#### Упразднённые населённые пункты
Решением Акмолинского областного маслихата, акима Акмолинской области от 12 апреля 2001 года N С-7-11 «Об упразднении отдельных административно-территориальных единиц» (зарегистрированное Управлением юстиции Акмолинской области 8 мая 2001 года № 589) — было решено упразднить и исключить из учетных данных, в связи с выездом
жителей, следующие населенные пункты по Ерейментаускому району:
- село Нецветаевка Бестогайского сельского округа;
- село Восточное Изобильного сельского округа;
- село Токберли Новодолинского сельского округа;
- село Кеноткель Новомарковского сельского округа;
- село Шакшабай Павловского сельского округа;
- сёла Кийкпай и Таскора Селетинского сельского округа;
- сёла Богенбай и Ордабай Улентинского сельского округа.

Совместным решением Акима Акмолинской области и Акмолинского областного маслихата от 26 декабря 2003 года N 3C-3-12 «О внесении изменений в административно-территориальное устройство Енбекшильдерского, Ерейментауского и Сандыктауского районов» (зарегистрированное Управлением юстиции Акмолинской области 12 января 2004 года № 2206):
- село Баймен Благодетненского сельского округа было переведено в категорию иных поселений и включено в состав села Новокаменка;
- село Тургайский ХПП Тургайского сельского округа было переведено в категорию иных поселений и включено в состав села Тургай (административного центра сельского округа);
- село Усамбай Бозтальского сельского округа было переведено в категорию иных поселений и включено в состав села Бозтал (административного центра сельского округа);
- село Чилинка Бестогайского сельского округа было переведено в категорию иных поселений и включено в состав села Байсары.

Постановлением Акимата Акмолинской области от 21 марта 2007 года N а-4/87 и решением Акмолинского областного Маслихата от 21 марта 2007 года N ЗС-25-12 «О внесении изменений в административно-территориальное устройства Акмолинской области по Ерейментаускому и Целиноградскому районам» (зарегистрированно Департаментом юстиции Акмолинской области 16 апреля 2007 года N 3219):
- село Целинное было переведено в категорию иных поселений и исключено из учётных данных, поселение села вошло в состав села Новодолинка (административного центра сельского округа).

Постановлением акимата Акмолинской области от 22 ноября 2019 года № А-11/567 и решением Акмолинского областного маслихата от 22 ноября 2019 года № 6С-39-11 «Об изменении административно-территориального устройства Ерейментауского района Акмолинской области» (зарегистрированное Департаментом юстиции Акмолинской области 29 ноября 2019 года № 7527):
- село Веренка было отнесено в категорию иных поселений и исключено из учётных данных, поселение села вошло в состав аула Еркиншилик (административного центра сельского округа).

## Экономика
Развито зерновое земледелие и животноводство (крупный рогатый скот, овцы, свиньи, лошади). Разрабатываются месторождения золотых руд Бестобе и Ешкиолмес. Заводы: щебёночный, железо-бетонных изделий, масло- и хлебозаводы и другие. По территории района проходят железная дорога Астана — Павлодар, Ерейментау — Айсары и автомобильная дорога Астана — Павлодар.

## Достопримечательности
На территории района находятся:
- Ерейментауские скульптуры — памятники древнего искусства, группа каменных изваяний периода Тюркского каганата (VI—VIII вв.)[22].
- Кобейтуз - розовое озеро.